# Nocturnal Graves
Nocturnal Graves war eine australische Black-, Death- und Thrash-Metal-Band aus Bendigo, die im Jahr 2004 gegründet wurde und sich 2010 wieder auflöste.

## Geschichte
Die Band wurde im Januar 2004 von Sänger und Gitarrist J. Nuclear Exterminator, Bassist Regan Destruktor und Schlagzeuger Sadistic Reaper gegründet. Im Mai nahm sie ihr erstes Demo auf, dem im Juli bereits das zweite folgte. Im August hielt sie dann ihren ersten Auftritt. Anfang 2005 schlossen sich weitere Auftritte in Melbourne, Bendigo und Brisbane an. Sadistic Reaper verließ in diesem Zeitraum die Band. Im Juni wurde die EP Necromancer aufgenommen, wobei Nuclear Exterminator das Schlagzeug spielte, sang und auch die Gitarrenspuren einspielte, während Regan Destruktor weiterhin nur den Bass spielte. Den Rest des Jahres verbrachte die Band mit dem Schreiben von neuen Liedern und sie erreichte einen Vertrag mit Nuclear War Now! Productions. Im Jahr 2006 kam es zu weiteren Wechseln in der Besetzung. Im selben Jahr arbeitete die Band an weiteren Liedern für das Debütalbum. Im Oktober wurde die EP Necromancer über Deathstrike Records veröffentlicht. Anfang 2007 nahm die Band das Debütalbum Satan's Cross auf, das gegen Ende des Jahres bei Nuclear War Now! Productions erschien. Nach den Aufnahmen folgte eine Tournee durch Australien zusammen mit Denial of God. Im selben Jahr trennte sich Gitarrist Hexx von der Band. Anfang 2009 wurden neue Lieder für die Split-Veröffentlichung The Gravespirit Sessions aufgenommen, auf der auch Hell Spirit zu hören war. Der Tonträger wurde 2010 bei Nuclear War Now! Productions veröffentlicht. 2010 sollte außerdem das zweite Album The Apex Predator erscheinen, jedoch löste sich die Band noch im September desselben Jahres auf.

## Stil
Die Band spielt eine Mischung aus Thrash-, Death- und Black-Metal, wobei die Musik thrash-lastiger als bei Destruktor und Denouncement Pyre ist. Ihr Stil erinnert an die frühen Werke von Slayer, Sepultura, Sarcófago mit Black-Metal-Einflüssen ähnlich den Werken von Blasphemy und VON.

## Diskografie
- 2004: Profanation of Innocence (Demo, Eigenveröffentlichung)
- 2004: Deathstorm (Demo, Eigenveröffentlichung)
- 2005: Goatwatchers United - Satans Goats Tribute II. Assault (Split mit Goat Horns, Goat Prayers und Goatbless, Goatwatchers United)
- 2005: The Demo's 2004 (Kompilation, Eigenveröffentlichung)
- 2006: Demonic Profanation (Kompilation, InCoffin Productions)
- 2006: Necromancer (EP, Deathstrike Records)
- 2007: Satan's Cross (Demo, Nuclear War Now! Productions)
- 2007: Satan's Cross (Album, Nuclear War Now! Productions)
- 2010: The Gravespirit Sessions (Split mit Hell Spirit, Nuclear War Now! Productions)
- 2022: An Outlaw's Stand (Album, Season of Mist Underground Activists)